# Trójkąt Grocco-Rauchfussa
Trójkąt Grocco-Rauchfussa – pole stłumienia odgłosu opukowego klatki piersiowej w przypadkach znacznych, jednostronnych wysięków w jamie opłucnej. Ma postać zbliżoną do trójkąta, o podstawie przebiegającej równolegle do dolnej granicy płuca, po stronie przeciwnej do wysięku, i zależy od stopnia przesunięcia śródpiersia na stronę zdrową.
Spotykane są w piśmiennictwie inne nazwy, takie jak trójkąt Rauchfussa-Korányi-Grocco (niem. Rauchfuss-Korány-Grocco Dreieck), trójkąt Grocco, trójkąt Rauchfussa. Upamiętniają one niezależnych odkrywców objawu: Pietro Grocco, Frigyesa Korányi i Karla Rauchfussa.